# Каррион, Херонимо

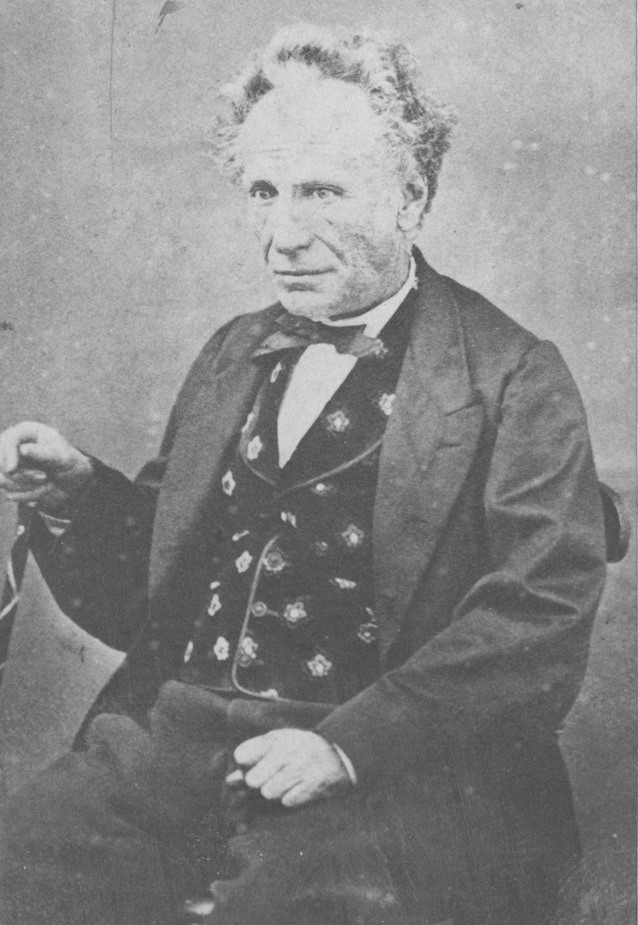
Херонимо Каррион. около 1875 г.

Мигель Франсиско Херонимо де Каррион Паласио-и-Эскудеро (исп. Miguel Francisco Jerónimo de Carrión Palacio y Escudero; 5 мая 1811, Кариаманга, Королевская аудиенсия Кито (ныне провинция Лоха)— 7 марта 1893, Кито, Эквадор) — эквадорский политик, президент страны с 7 сентября 1865 года по 6 ноября 1867 года.
Член Консервативной партии Эквадора. Консерваторы ориентировались на Европу и, в частности, на Испанию, в социальном и политическом плане. Они выступали за сохранение роли католической церкви, которую она получила со времени завоевания Нового Света, кроме того они поддерживали крупных землевладельцев. Хотя эти владения — латифундии — не приносили большой прибыли, они являлись оплотом социальной стабильности. С 1845 по 1860 годы ситуация в Эквадоре была близка к анархии, страну едва контролировал ряд сменявших друг друга правительств, по большей части либеральных.
При президенте Франсиско Роблесе занимал должность вице-президента страны (1856—1859). Один из организаторов восстания и свержения Роблеса. В 1859 году вместе с Габриэлем Гарсиа Морено и Пасифико Чирибогой встал во главе триумвирата — хунты управлявшей страной.
В результате всенародных президентских выборов 1865 года занял первое место, опередив Гарсиа Морено.
Президент Эквадора с 7 сентября 1865 года по 6 ноября 1867 года.